# مقبرة أنطونيوس وكليوباترا
مقبرة أنطونيوس وكليوباترا، مصطلح يرمز إلى مقبرة قديمة مفقودة تضم كُلاً من: ماركوس أنطونيوس، كليوباترا السابعة. بقى موقع المقبرة مجهولاً منذ تاريخ الدفن (30 سنة قبل الميلاد)، ويعتقد أن مكان الدفن قرب الإسكندرية في مصر. بناء على المؤرخين الرومانيين سويتونيوس وفلوطرخس، فإن القائد الروماني أغسطس سمح بدفنهما معاً بعد أن انتصر عليهما، وتم أخذ من نجى من أطفالهم إلى روما لكي يكبروا كمواطنين رومانيين.
وردت تقارير في عامي 2008 و2009 كانت تركز على الإعلان الذي قام به عالم المصريات زاهي حواس، حيث ذكر أنه اكتشف المقبرة قرب أبو صير. حيث اكتشف معبداً لأوزيرس غرب الإسكندرية في مصر، حفر زاهر مع كاثلين مارتينيز المكان فوجدوا 27 قبراً لنبلاء مصريين، كذلك وجدوا عملات تحمل صور كليوباترا، ومنحوتات تظهرهما وهما متعانقين، حتى الآن لا زال مكان قبرهما غير مكتشف بحد ذاته، حيث تم اكتشاف المقبرة وفيها 27 قبر لكن لم يتم اكتشاف قبر كليوباترا السابعة وأنطونيوس بعد، ولازالت الحفريات قائمة على قدم وساق فقد تم اكتشاف وجود أماكن أخرى أكثر على عمق أكبر من خلال رادارات قياس الأرض في 2011.